# No Roads Left
«No Roads Left» es una canción de la Banda de Nu metal Estadounidense Linkin Park incluida en el Bonus Track del Álbum Minutes to Midnight y la cual fue compuesta y vocalizada por Mike Shinoda. Aunque es cantada por Mike Shinoda no cuenta con rapcore, a diferencia de otras de sus canciones.
- Datos: Q1796269